# Philereme subductata
Philereme subductata är en fjärilsart som beskrevs av Walker 1862. Philereme subductata ingår i släktet Philereme och familjen mätare. Inga underarter finns listade i Catalogue of Life.